# Берёзовая аллея (Петрозаводск)
Берёзовая алле́я (карел. Koivukävelykujo) — улица в Петрозаводске в жилом районе Древлянка, проходит от Лососинского шоссе до Сыктывкарской улицы, между улицей Попова и Лесным проспектом. Внесена в Адресный реестр города Петрозаводска.

## История
Строительство домов велось с 1986 года силами Петрозаводского треста крупнопанельного домостроения. 25 апреля 1986 года улица получила своё именование ‒ Берёзовая аллея. До 13 октября 1987 года начиналась от улицы Хейкконена (включала в себя нынешний бульвар Интернационалистов). В 1997—1998 годах на аллее был построен фонтан со скважиной. Через несколько лет скважина была закрыта. В 2005 года в конце Берёзовой аллеи был заложен, а в 2010 году освящён действующий ныне храм во имя великомученика Пантелеимона. Церковь возведена по плану архитектора И. Кабановой. Это первая православная церковь в Карелии, имеющая баптистерий. В 2010 год вдоль аллеи построен современный детский игровой парк. На аллее расположены жилые дома, магазины, школы, почта, банки и здание Энергосбыта.

## Дома
Номера домов: 22, 23, 24, 25, 25Б, 26, 27, 28, 30, 31, 32, 33, 34 к. 1, 34 к. 2, 35, 37, 40, 40А, 42.